# Manifestation du 5 août 1994 à Cuba
La manifestation du 5 août 1994 ou  Maleconazo est  une manifestation à Cuba contre le régime castriste. Elle est considérée comme l'une des plus importantes depuis le début de la révolution cubaine en 1959.

## Historique
Le 4 août 1994, un policier est tué lors du détournement d'un bateau pour fuir Cuba et rejoindre les États-Unis; il s'agit du quatrième détournement depuis le 13 juillet, date à laquelle un bateau a été coulé faisant 41 victimes par noyade dont 10 enfants. Les hommes survivants sont emprisonnés dans la villa Marista.
Dans l'après-midi du 5 août 1994, des centaines de Cubains (environ 5 000 selon Zoé Valdés présente sur place) se rassemblent sur le Malecón de La Havane pour essayer de quitter l'île, à la suite d'une rumeur infondée indiquant l'arrivée prochaine de bateaux américains. L'espérance de ces candidats à l'exil est déçue. Alors ce rassemblement spontané se transforme en manifestation contre Fidel Castro et la révolution cubaine. Le centre de La Havane est investi par les manifestants, les vitrines des magasins sont détruites. L'hôtel Deauville fait aussi l'objet de dégradations. Des manifestants attaquent les forces policières avec des cailloux. L'armée intervient, les forces de police procèdent à des « interpellations parfois musclées ». Fidel Castro vient en personne sur le site de la manifestation,. Les manifestants scandent : « Cuba sí, Castro no. ¡Libertad! ¡Libertad! ».
Les médias cubains n'ont pas rapporté de coups de feu ou de morts. Cependant, les images du photographe Karel Poort montrent des hommes avec des armes à feu. L'émeute fait trois morts et une centaine de blessés. Trente quatre manifestants sont jugés et condamnées lors de « procès expéditifs », les accusés sont défendus par un avocat désigné par le régime castriste.

## Conséquences
Fidel Castro, comprenant la gravité de la situation, décide d'annuler l'interdiction d'émigrer. Plus de trente mille Cubains essayent de fuir Cuba pour gagner les côtes des États-Unis à bord de radeaux et d'embarcations de fortunes, appelés balsas. Certains réussissent, d'autres sont conduits en centre de rétention sur la base américaine de Guantanamo, enfin de nombreux balseros disparaissent en mer. Au bout d'un mois, La Havane et Washington trouvent un accord. Les États-Unis autorisent l'entrée à plus de demandeurs d'asile cubains soit 20 000 par an. En contrepartie le régime cubain s'engage à freiner les départs illégaux en mer.
Après la manifestation d'août 1994, les Comités de défense de la révolution doivent se doter d'une « Brigade de réponse rapide  » pour s'opposer immédiatement à toute manifestation spontanée d'opposition au pouvoir. Pour Régis Debray, ces brigades s'apparentent aux squadriti de Benito Mussolini.

## Analyse
Pour Yoani Sánchez, « la faim, les pénuries et le désespoir » sont les raisons qui ont poussé les manifestants à l'extrémisme.